# Maryna Hantjarova
Maryna Hantjarova, född den 27 februari 1990 i Minsk, Vitryssland, är en vitrysk gymnast.
Hon tog var med och tog OS-silver i trupp i rytmisk gymnastik i samband med de olympiska gymnastiktävlingarna 2012 i London.